# الکساندر بویسورت
الکساندر بویسورت (به انگلیسی: Alexandre Boisvert) معروف به وودو voodoo (زاده ۲۴ سپتامبر ۱۹۷۷ در شهر تورنتو ایالت اونتاریو کانادا)، یک پورن‌استار آمریکایی است.
وودو در سال ۱۹۹۹ وارد صنعت ساخت فیلم‌های جنسیت‌نگاری شد و تاکنون در نزدیک به ۵۰۰ فیلم پورنوگرافی از نوع سافت‌کور و هاردکور بازی داشته‌است که در ۱۵۰ حلقه از این فیلم‌ها با همسرش نیکول شریدان همبازی بوده‌است.
از سوی دیگر وی تا کنون در چهار صحنه کمپانی مافیا، ۲۱ صحنه کمپانی هاستلر (Hustler)، شانزده صحنه کمپانی بریزرز (Brazzers)، و ۱۱۹ صحنه کمپانی ریلیتی‌کینگز (RealityKings) به صورت آنلاین ظاهرشده‌است.

## جوایز
- ۲۰۰۲) جشنواره AVN برنده بهترین بازیگر مرد برای صحنه سکس مقعدی برای فیلم تابو محصول سال ۲۰۰۱ به همراه همسرش نیکول شریدان.
- ۲۰۰۵) جشنواره AVN برنده جایزه بهترین بازیگر مرد برای بهترین صحنه سکس دهانی برای فیلم گردآورنده. محصول سال ۲۰۰۴ مشترکاً با جسیکا دریک (Jessica Drake). چینی کالینز (Cheyne Collins) و کریس کنون (Chris Cannon).